# Kovalam
Kovalam es una ciudad censal situada en el distrito de Chengalpattu en el estado de Tamil Nadu (India). Su población es de 8124 habitantes (2011). Se encuentra a 33 km de Chennai y a 66 km de Kanchipuram.

## Demografía
Según el censo de 2011 la población de Kovalam era de 8124 habitantes, de los cuales 3980 eran hombres y 4144 eran mujeres. Kovalam tiene una tasa media de alfabetización del 83,26%, superior a la media estatal del 80,09%: la alfabetización masculina es del 90,21%, y la alfabetización femenina del 76,73%.